# Spirit Lake (Idaho)
Spirit Lake é uma cidade localizada no estado americano de Idaho, no Condado de Kootenai.

## Demografia
Segundo o censo americano de 2000, a sua população era de 1376 habitantes.
Em 2006, foi estimada uma população de 1621, um aumento de 245 (17.8%).

## Geografia
De acordo com o United States Census Bureau tem uma área de 4,9 km², dos quais 4,9 km² cobertos por terra e 0,0 km² cobertos por água.

## Localidades na vizinhança
O diagrama seguinte representa as localidades num raio de 28 km ao redor de Spirit Lake.